# Stange (Tettsted)
Stange (auch Stangebyen) ist eine Ortschaft in der norwegischen Kommune Stange in der Provinz (Fylke) Innlandet. Der Ort stellt das Verwaltungszentrum der Kommune Stange dar und hat 3508 Einwohner (Stand: 1. Januar 2024).

## Geografie
Stange ist ein sogenannter Tettsted, also eine Ansiedlung, die für statistische Zwecke als eine städtische Siedlung gewertet wird. Die Ortschaft liegt etwas östlich des Sees Mjøsa. Nordwestlich der Ortschaft Stange liegt die Stadt Hamar.

## Wirtschaft und Infrastruktur

### Verkehr
Östlich von Stange verläuft die Europastraße 6 (E6). Die E6 stellt Richtung Norden unter anderem die Anbindung an die Stadt Hamar und Richtung Süden die Anbindung an den Großraum Oslo her. Durch das Zentrum von Stange führt die Bahnstrecke Dovrebanen, die Oslo mit Trondheim verbindet. Der Bahnhof von Stange wurde im Jahr 1880 eröffnet, als die Bahnstrecke von Eidsvoll nach Hamar fertiggestellt wurde. Die Entfernung zum Osloer Hauptbahnhof Oslo Sentralstasjon (Oslo S) beträgt rund 114 Kilometer.

### Wirtschaft
Bedeutung erlangte Stange insbesondere nach der Inbetriebnahme des örtlichen Bahnhofs. Im Bereich der Landwirtschaft fungiert der Ort als lokales Handels- und Dienstleistungszentrum. Die landwirtschaftliche Genossenschaft Felleskjøpet ist mit einem Getreidesilo und einer Fabrik zur Futtermittelproduktion in Stange angesiedelt. Im Osten des Ortes befindet sich an der E6 das Industriegebiet Ljøstad (Ljøstad industriområde). Dort haben unter anderem der Brikettproduzent Jiffy und die Eisengießerei Furnes Jernstøperi ihre Produktionsstätten.

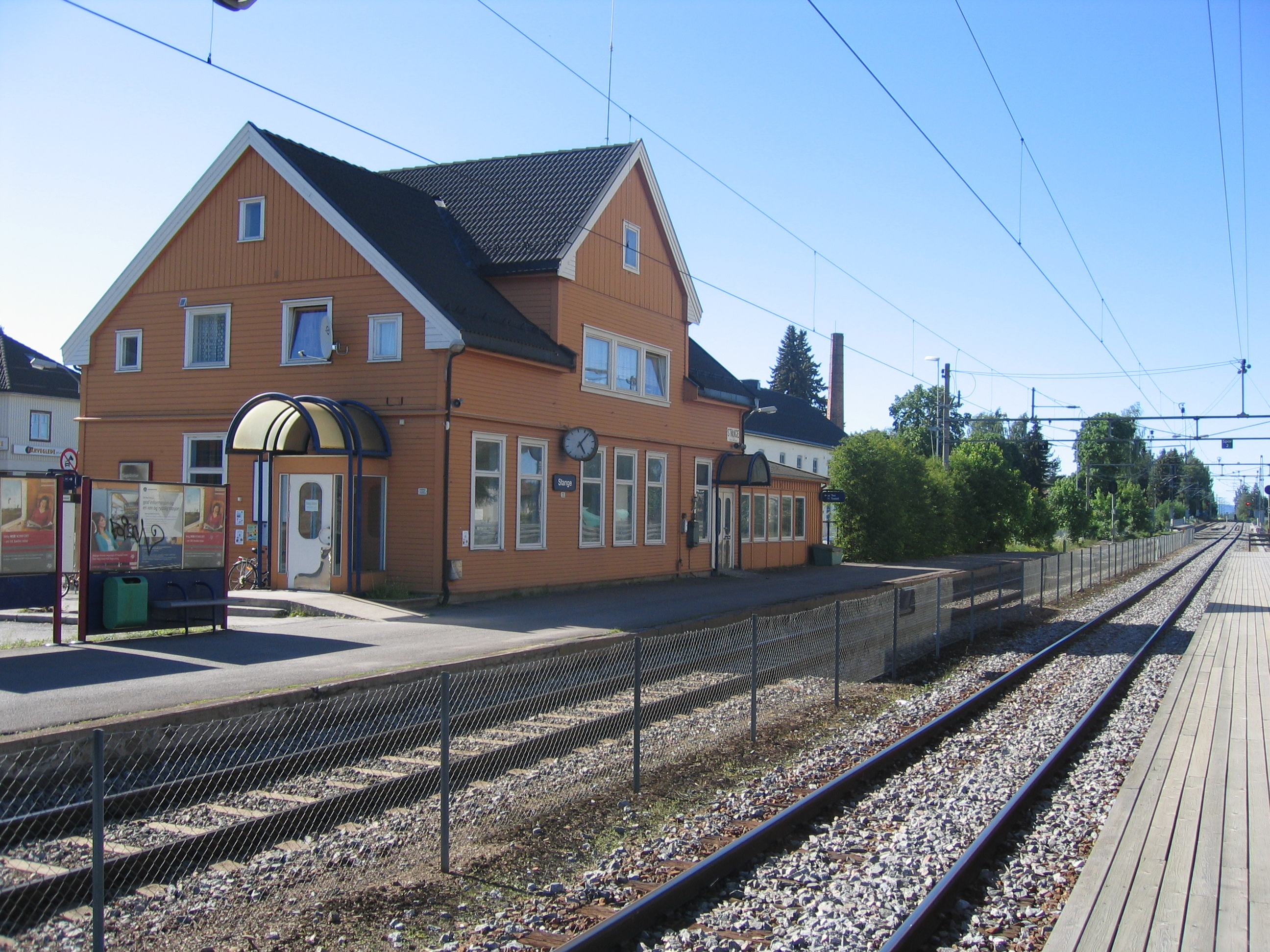
Bahnhof von Stange
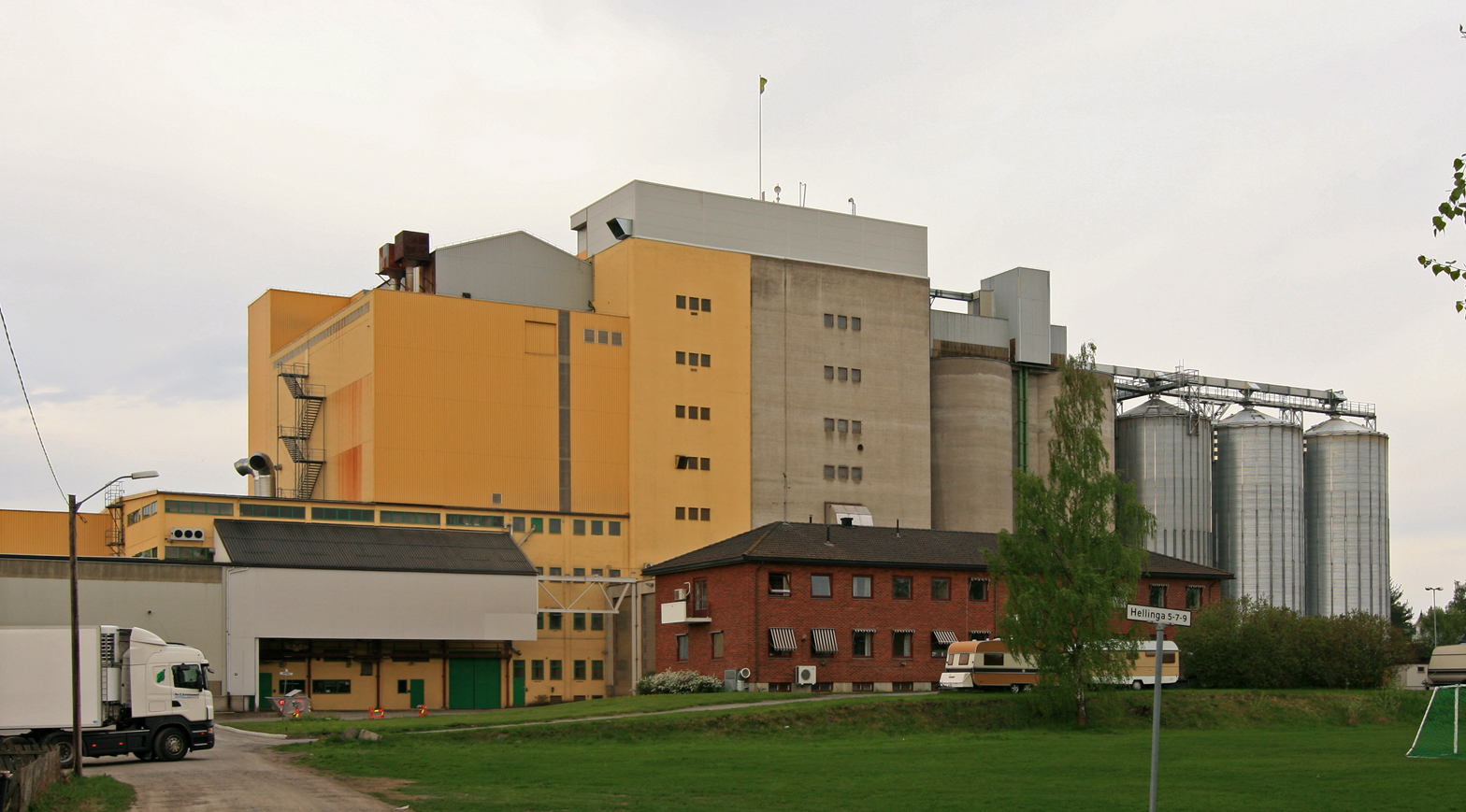
Getreidesilo in Stange

## Kirche
In Stange steht die im 13. Jahrhundert errichtete Stange kirke. Bei einem Brand im Jahr 1620 wurde das Innere der Kirche zerstört. Der ursprünglich Grundriss änderte sich durch Anbauten, die im 18. und 19. Jahrhundert zur Kirche hinzukamen. Die Kirche von Stange erhielt durch die Anbauten einen kreuzförmigen Grundriss.

## Persönlichkeiten
- Anders Moen (1887–1966), Turner